# PeerGuardian
PeerGuardian ist eine IP-blockende Firewall, die sowohl ab- als auch eingehende Verbindungen zahlreicher IP-Adressen auf der Basis von Schwarzen Listen (englisch Blacklists) unterbinden kann. PeerGuardian ist als freie Software quelloffen und frei erhältlich.

## Merkmale
PeerGuardian wurde speziell dafür gestaltet, spionierende Organisationen wie die RIAA, MPAA, MediaForce, MediaDefender, BayTSP, Ranger , OverPeer und NetPD abzublocken, während man sich zum Beispiel in Peer-to-Peer-Programmen wie FastTrack, BitTorrent, IRC usw. befindet, um somit die „Gefahr“ in Tauschbörsen zu minimieren. Es können aber auch beim normalen Surfen im Internet zahlreiche IP-Adressen blockiert werden, die nicht direkt zur angezeigten Website gehören, darunter Werbeanbieter, aber auch Spyware und Unternehmen, die private Daten sammeln.

## Geschichte
PeerGuardian 1 wurde in Visual Basic programmiert und benötigte relativ viel Arbeitsspeicher und Rechenleistung, wenn es zum Beispiel in Peer-to-Peer-Netzwerken zum Einsatz kam. Zudem blockte es nur das herkömmliche TCP-Protokoll ab. PeerGuardian 2 wurde in den Programmiersprachen C und C++ geschrieben und benötigt dagegen so gut wie keine Systemressourcen mehr. Auch das Laden der Blocklisten und damit des Programms geschieht sehr viel schneller. Weiterhin ist die neue Version so konzipiert, dass praktisch alle Internetprotokolle und die meisten Ports gesperrt werden können.
Auf die bei PeerGuardian verwendeten Listen der zu blockierenden IP-Adressen wird auch von Tauschbörsenprogrammen wie Kazaa Lite und eMule zurückgegriffen.

## Nachteile
Die Filterlisten beinhalten über die Hälfte des gesamten IP-Adressbereichs und somit neben potentiell gefährlichen Adressen sicherlich auch eine Vielzahl von false positives.
PeerGuardian blockiert beispielsweise die kompletten IP-Bereiche vom Chaos Computer Club, sodass einer der größten deutschen XMPP-Server jabber.ccc.de von PeerGuardian-Nutzern nicht mehr verwendbar ist, es sei denn, der Benutzer entfernt die betroffenen IP-Bereiche manuell aus den jeweiligen Blacklists.
Da die blockierten IP-Bereiche natürlich auch den entsprechenden Organisationen sowie der Musik- und Filmindustrie bekannt sind, sind ungestörte Urheberrechtsverletzungen schlicht nicht möglich. Vor allem gegenüber dynamischen IP-Adressen ist eine Blockliste unbrauchbar. Für statische IP-Adressen ist bei einer jeweils aktuellen Blockliste aber eine gewisse Zeit lang durchaus eine Schutzwirkung zu erwarten.
Unter dem Betriebssystem Windows ist der Betrieb von PeerGuardian nur mit Administratorrechten möglich. Das Programm ist kompatibel mit Windows 2000, XP, Vista, und 7 (einschließlich Server Versionen), in der 32- und 64-bit Version.

## PeerBlock
„PeerBlock“ ist eine Abspaltung von PeerGuardian 2, die sich vornehmlich um die Sperrung von IP-Blöcken unter Windows kümmert. Das Ziel ist weiterhin die Verhinderung von Verbindungen mit Computern (Server), die auf einer Blacklist aufgeführt sind.

## MoBlock
MoBlock ist ein quelloffenes Konsolenprogramm, das dazu dient, bestimmte IPs bzw. ganze IP-Bereiche zu blockieren. Es nutzt zur Definition der zu sperrenden Bereiche Listen im PeerGuardian-Format.
Es ist quasi das Linux-Pendant zu PeerGuardian. Daher gibt es zwischen den Entwicklern der Software auch Pläne, MoBlock zur Linux-Version von PeerGuardian zu machen. Zurzeit (Version 0.8) unterstützt MoBlock lediglich die x86-Architektur (i586).

## iplist
iplist ist ähnlich wie MoBlock eine Alternative für PeerGuardian für Linux-Distributionen. Es ist quelloffen und verfügt über eine grafische Benutzeroberfläche namens IPblock, ähnlich der von PeerGuardian, mit der das Programm konfiguriert und überwacht werden kann. Auch iplist unterstützt Blocklisten im PeerGuardian-Format.
Auf der offiziellen Webseite werden kompilierte Versionen für verschiedene Distribution angeboten, darunter Ubuntu, Fedora und openSUSE. Die aktuelle Version wurde Ende des Jahres 2010 veröffentlicht.